# Operationszone Adriatisches Küstenland
Die Operationszone Adriatisches Küstenland (italienisch Zona d’operazioni del Litorale adriatico), kurz OAK, war ein am 10. September 1943 aus besetzten italienischen Gebieten gebildetes militärisches Operationsgebiet der Wehrmacht.
Das OAK entstand gemeinsam mit der Operationszone Alpenvorland aus Gebieten in Nordostitalien, die nach dem Waffenstillstand der Regierung Badoglio am 8. September 1943 im Fall Achse besetzt und einer deutschen Militärverwaltung unterstellt worden waren.
Die Inbesitznahme der Hafenstädte an der Adria war dabei bereits in entsprechenden Richtlinien Generalfeldmarschall Keitels vom 30. August 1943 vorweggenommen.

## Gebiete und Verwaltungsapparat
Die OAK bestand aus den Provinzen Udine, Gorizia (Görz), Triest, Pula (Pola), Rijeka (Fiume) sowie einigen der bislang italienisch verwalteten Gebieten Jugoslawiens, den Provinzen Laibach, Sušak und Bakar. Als „Oberster Kommissar“ wurde am 1. Oktober der Reichsstatthalter von Kärnten und Chef der Zivilverwaltung der besetzten Gebiete Kärntens und der Krain, Friedrich Rainer, eingesetzt. Er erhielt den Auftrag, die Operationszone zu „entitalienisieren“. Die Bezeichnung von Orten, Straßen und Institutionen wurde eingedeutscht, italienische Schulen und Banken geschlossen. Diese Maßnahmen, die auch in der Operationszone Alpenvorland durchgeführt wurden, wurden von der Regierung von Salò als offenkundiges Eingeständnis der Absicht einer Annexion dieser Gebiete durch Deutschland betrachtet.
Aus dem Gebiet um die Stadt Sušak und der Insel Krk wurde das „Kommissariat Suschak-Krk“ (italienisch «Commissariato straordinario per i territori di Sušak-Krk») gebildet. Das Kommissariat unterstand dem kroatischen Vizepräfekten der Provinz Fiume. Es handelte sich um eine Art Pufferzone zwischen RSI/OZAK und NDH. Maßnahmen beispielsweise den italienischen Schulunterricht betreffend deuten auf eine geplante Rückgliederung an Kroatien hin.
Militärbefehlshaber der Operationszone war seit dem 10. Oktober 1943 der General der Gebirgstruppe Ludwig Kübler. Wegen zahlreicher italienischer, slowenischer und kroatischer Partisanen wurden starke militärische Kräfte stationiert und das Gebiet schließlich im Dezember 1943 zum „Bandenkampfgebiet“ erklärt.
Dem HSSPF Odilo Globocnik mit Dienstsitz in Triest unterstand die Sonderabteilung Einsatz R. Analog zur Aktion Reinhardt hatte diese Sonderabteilung die Aufgabe der Judendeportation und -vernichtung sowie der Konfiszierung des jüdischen Vermögens. Weitere Aufgaben bestanden in der Verfolgung von politischen Gegnern und zunehmend in der Partisanenbekämpfung.  Im Konzentrationslager Risiera di San Sabba bei Triest wurden bis zu 5000 jüdische Häftlinge und Partisanen ermordet oder nach Auschwitz, Dachau oder Mauthausen deportiert.
Die Provinz Laibach erhielt am 20. September eine slowenische Provinzverwaltung mit General Leon Rupnik an der Spitze. Berater des Präsidenten wurde der HSSPF „Alpenland“ Erwin Rösener. Die Provinzialverwaltung stellte eine eigene reguläre und eine politische Polizei auf, die mit der Gestapo in Ljubljana zusammenarbeitete. Seit dem italienischen Waffenstillstand wurde Südslowenien von einer starken Partisanenbewegung beherrscht. Zur Bekämpfung der Partisanen hatte sich bereits im September 1943 die Slowenische Heimwehrlegion (Domobranska legija) gebildet. Sie hatte eine Stärke von bis zu 13.000 Mann und war der deutschen SS unterstellt. Die Führung der Domobranci war antikommunistisch gesinnt. In Oberkrain wurde der Oberkrainer Selbstschutzbund gegründet, der den Bezirksstellen der Gestapo direkt unterstellt wurde. Im slowenischen Teil Julisch Venetiens entstand das Slowenische Nationale Schutzkorps, das dem HSSPF in Triest, Odilo Globocnik, unterstellt war. Seit Herbst 1944 kamen weitere bewaffnete Einheiten aus anderen Teilen Jugoslawiens auf der Flucht vor der Roten Armee nach Julisch Venetien, darunter Tschetniks aus Dalmatien, Lika und Bosnien. Diese Truppen dienten alle als Besatzungstruppen.
Über das Schicksal dieser Truppeneinheiten, die mit den deutschen Besatzern kollaborierten, ist wenig bekannt. Etwa 10.500 von ihren Angehörigen wichen gegen Ende des Krieges nach Kärnten zurück und wurden von der britischen Armee den jugoslawischen Behörden ausgeliefert. Rund 7000 sollen von der jugoslawischen Geheimpolizei OZNA hingerichtet worden sein, andere wurden zu Haftstrafen verurteilt und nach der Amnestie im August 1945 entlassen.

## LXXXXVII. Armee-Korps z.b.V.

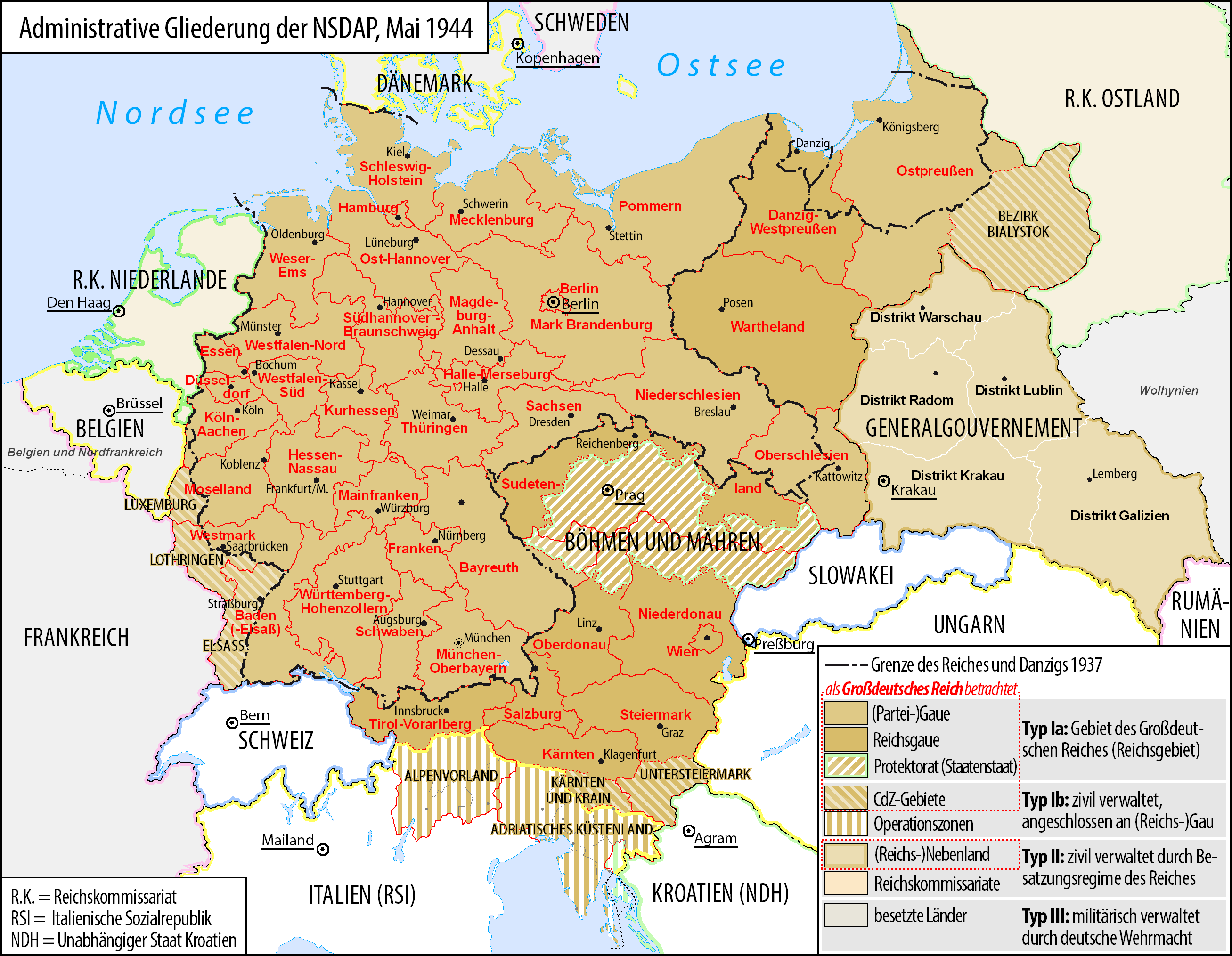
Gliederung des Großdeutschen Reiches (1944): Adriatisches Küstenland ganz im Süden

Aus politischen Gründen wurde die Operationszone Adriatisches Küstenland am 28. September 1944 zum Operationsgebiet eines Armeekorps deklariert. Das Operationsgebiet erstreckte sich vom Tagliamento nach Sušak und Rijeka.
Das Korps sollte die nordöstliche Adriaküste gegen eine alliierte Invasion sichern, den Funkverkehr in Istrien und an der slowenischen Küste überwachen und die Tito-Partisanen bekämpfen.
Bis zum 25. April 1945 gehörte es zur Heeresgruppe C unter Heinrich von Vietinghoff, danach zur Heeresgruppe E. Es sollte den Vormarsch von Titos 4. Armee auf Triest und Ljubljana aufhalten. Als das Korps bei Rijeka eingeschlossen war, sollte die 392. (kroatische) Infanterie-Division helfen; sie war aber schon zu geschwächt.

### Unterstellte Truppen
Im April 1945 bestand das Korps aus 88.000 Soldaten.
Divisionen
188. Gebirgs-Division
237. Infanterie-Division
710. Infanterie-Division (Februar 1945)
Verbündete
Serbisches Freiwilligen-Korps
Tschetniks
Slowenische Heimwehr
Italienische Faschisten
Kosaken
Heerestruppen
Eisenbahn-Artillerie
Heeres-Küsten-Artillerie
Pioniere
Korpstruppen
Artillerie-Kommandeur 497
Korps-Nachrichten-Abteilung 497 (vier Kompanien)

### Führung
- Ludwig Kübler, Kommandierender General
- Heinrich Johann Bußmann, Chef des Stabes